# Ціле число Ейзенштейна

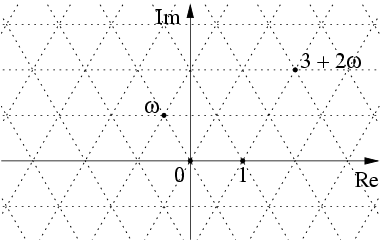
Цілі числа Ейзенштейна утворюють трикутну ґратку на комплексній площині

В математиці Ціле число Ейзенштейна (також відоме, як ціле число Ейлера) це комплексне число виду
{\displaystyle z=a+b\omega \,\!}
де a і b — цілі числа,
{\displaystyle \omega ={\frac {1}{2}}(-1+i{\sqrt {3}})=e^{2\pi i/3}}
комплексний кубічний корінь з одиниці.

## Властивості
Цілі числа Ейзенштейна утворюють комутативне кільце цілих алгебраїчних чисел у круговому полі Q(ω). Вони є цілими алгебраїчними числами оскільки число z = a + bω є коренем многочлена
{\displaystyle z^{2}-(2a-b)z+(a^{2}-ab+b^{2}).\,\!}
Зокрема, ω задовольняє рівняння
{\displaystyle \omega ^{2}+\omega +1=0.\,\!}
Норма цілих чисел Ейзенштейна рівна
{\displaystyle |a+b\omega |^{2}=a^{2}-ab+b^{2}.\,\!}
Відповідно норма є цілим числом. Оскільки
{\displaystyle 4a^{2}-4ab+4b^{2}=(2a-b)^{2}+3b^{2},\,\!}
норма ненульового числа є додатною.
Група одиниць (оборотних елементів) даного кільця це циклічна група коренів шостого степеня з одиниці. Елементами цієї групи є
{±1, ±ω, ±ω2}

## Прості числа Ейзенштейна
Якщо x і y — цілі числа Ейзенштейна, то x ділить y якщо існує ціле число Ейзенштейна z що y = z x.
Необоротне ціле число Ейзенштейна x називається простим, якщо всі його дільники мають вид ux де u є одним з шести оборотних чисел.
Звичайне просте число рівне 3 чи рівне 1 за модулем 3 має вигляд x2 − xy + y2 для деяких цілих чисел x, y і тому може бути розкладене в добуток (x + ωy)(x + ω2y) і, як наслідок не є простим числом Ейзенштейна.
Кожне ціле число Ейзенштейна a + bω норма якого a2 − ab  + b2 є звичайним простим числом, є простим числом Ейзенштейна. Кожне просте число Ейзенштейна або записується у цьому виді, або є добутком оборотного елемента і звичайного простого числа рівного 2 за модулем 3.

## Кільце Евкліда
Кільце цілих чисел Ейзенштейна є евклідовим кільцем з нормою N , визначається
{\displaystyle N(a+b\,\omega )=a^{2}-ab+b^{2}.\,\!}
Це можна довести таким чином:
{\displaystyle {\begin{aligned}N(a+b\,\omega )&=|a+b\,\omega |^{2}\\&=(a+b\,\omega )(a+b\,{\bar {\omega }})\\&=a^{2}+ab(\omega +{\bar {\omega }})+b^{2}\\&=a^{2}-ab+b^{2}\end{aligned}}}